# UFC 176
UFC 176: Aldo vs. Mendes II seria um evento de artes marciais mistas promovido pelo Ultimate Fighting Championship, ocorreria em 2 de agosto de 2014 no Staples Center em Los Angeles, California.

## Background
O evento principal seria a revanche entre José Aldo e Chad Mendes pelo Cinturão Peso Pena do UFC. A primeira luta aconteceu no UFC 142, e Aldo venceu por nocaute. No entanto, Aldo sofreu uma lesão no ombro e na coluna e foi retirado do card.
Com a lesão de Aldo, a promoção não conseguiu encontrar uma luta para o evento principal que seguraria a audiência do pay-per-view e o UFC optou por cancelar o evento, sendo esse o segundo evento do UFC que foi cancelado na história.